# Артроїт
Артроїт (англ. artroeite) — мінерал класу галоїдів, група алюмо-флуоридів.

## Загальний опис
Хімічна формула: PbAlF3(OH)2. Склад (%): Al — 8,30, H — 0,62, Pb — 63,72, O — 9,84, F — 17,53. Мінеральні агрегати зустрічаються у вигляді тонких пластинчатих кристалів. Сингонія триклінна. Твердість 2,5. Густина 5,36. Колір: білий. Риса — біла. Прозорий. Блиск скляний. Спайність досконала. Злам раковистий. Утворюється в зоні окиснення Cu-Pb-Ag родовищ, в асоціації з англезитом, флюоритом, галенітом, мусковітом, кварцом. Основна знахідка: шахта Гранд Риф (Grand Reef mine) (Аризона, США). Названий в честь американського колекціонера Артура Ро (Dr. Arthur (Art) Roe).